# 336P/McNaught
336P/McNaught è una cometa periodica appartenente alla famiglia delle comete gioviane. La cometa è stata scoperta il 5 aprile 2006 dall'astronomo Robert H. McNaught, la sua riscoperta il 18 gennaio 2016 ha permesso di numerarla.
La cometa presenta un'unica particolarità, una piccola MOID col pianeta Giove di sole 0,200 au: il 4 ottobre 1919 i due corpi celesti sono passati a sole 0,269 au (40 200 000 km) di distanza, il 30 giugno 2180 passeranno a sole 0,375 au (56 100 000 km) di distanza.